# 4094 Аошіма
4094 Аоші́ма (1987 QC, 1948 RC1, 1958 VW, 1982 OJ, 4094 Aoshima) — астероїд головного поясу, відкритий 26 серпня 1987 року.
Тіссеранів параметр щодо Юпітера — 3,210.